# London Astoria
Il London Astoria, noto anche come Astoria Theatre, era una sala concerti di Londra situata al numero 157 di Charing Cross Road. Aperta nel 1976, fu chiusa il 15 gennaio 2009 e poi demolita. L'edificio ha ospitato numerose band di successo quando ancora erano agli esordi della loro carriera. 
Già magazzino negli anni venti, il palazzo divenne poi un cinema e una sala da ballo. Negli anni settanta fu convertito in teatro. Alla metà degli anni ottanta riaprì come night club, locale di musica dal vivo e ritrovo della comunità LGBT. Era collegato con l'Astoria 2. 
Nel 2009, malgrado numerose proteste dato che si trattava della più grande sala concerti di central London, il luogo chiuse per fare spazio al progetto del Crossrail, la linea ferroviaria rapida londinese che metterà in comunicazione la zona orientale con la zona occidentale della città.